# القود (أسلم)

تعديل مصدري - تعديل

القود هي إحدى قرى عزلة أسلم اليمن بمديرية أسلم التابعة لمحافظة حجة، بلغ تعداد سكانها 87 نسمة حسب تعداد اليمن لعام 2004.